# 克萊爾蒙特 (新罕布什爾州)
43°22′38″N 72°20′40″W / 43.37722°N 72.34444°W
克萊爾蒙特（Claremont, New Hampshire）是美國新罕布什爾州沙利文縣西部的一個城市，位於康涅狄格河東岸，面對佛蒙特州。面積114.2平方公里。2000年人口13,151人。
城名源於殖民地時期的總督本寧·溫特沃思的表兄弟托馬斯·佩勒姆-霍利斯，克萊爾伯爵。